# Teleprompter

1. Camera
2. Inwendig zwart scherm
3. Televisiescherm met tekst
4. Halfdoorlatende spiegel
5. Camera registreert presentator
6. Presentator kijkt via spiegel naar tekst

Een teleprompter of autocue is een display waarop tekst kan worden weergegeven. De algemeen bekende naam Autocue is afgeleid van die van het gelijknamige Britse bedrijf dat de apparaten voor het eerst vervaardigde. Inmiddels zijn er meer bedrijven en merken die het op de markt hebben gebracht, die het vanwege het handelsmerk Autocue niet zo mogen noemen. Het woord wordt daarom beschouwd als eponiem.

## Varianten

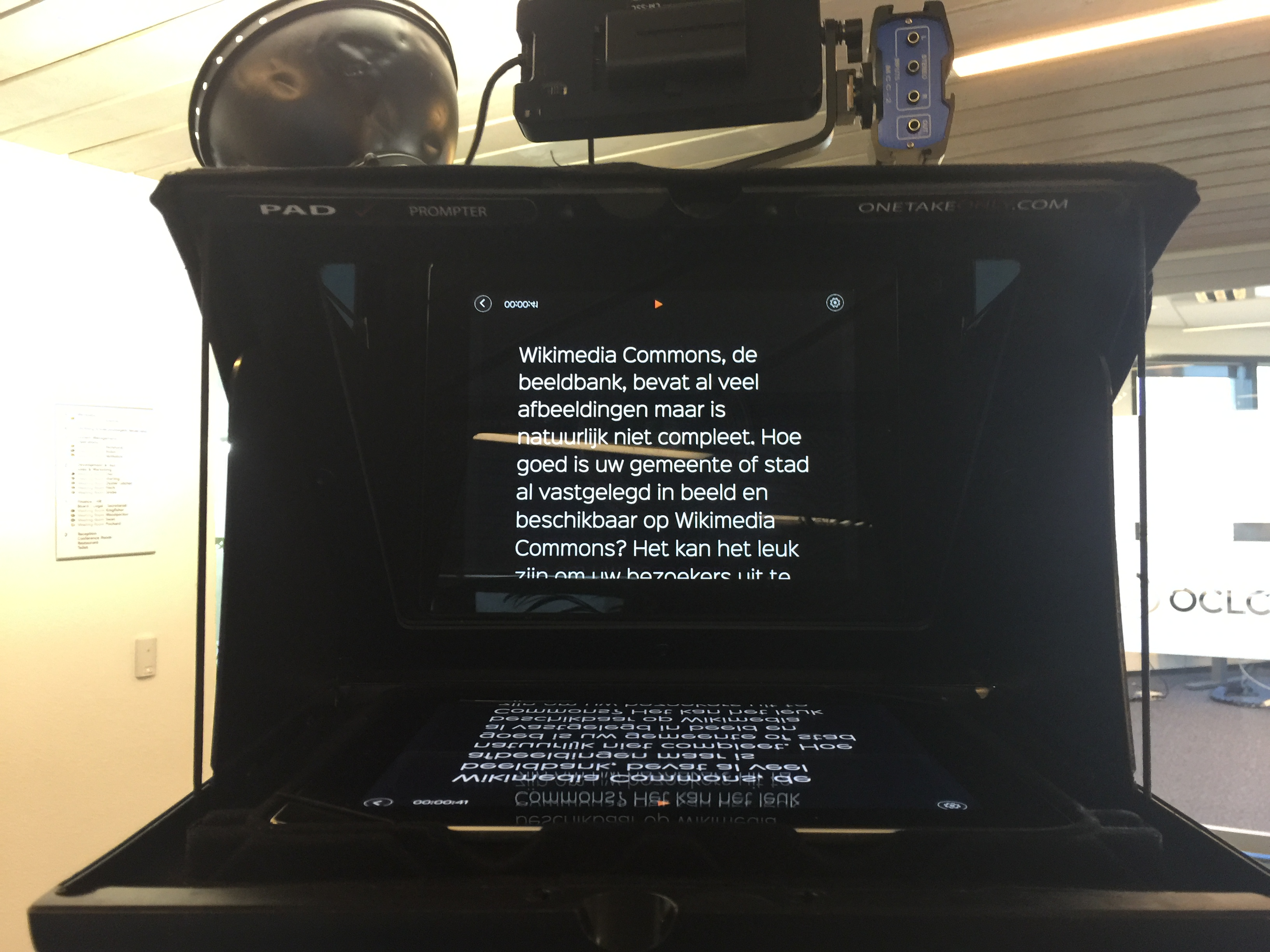
Autocue met tekst over Wikimedia Commons

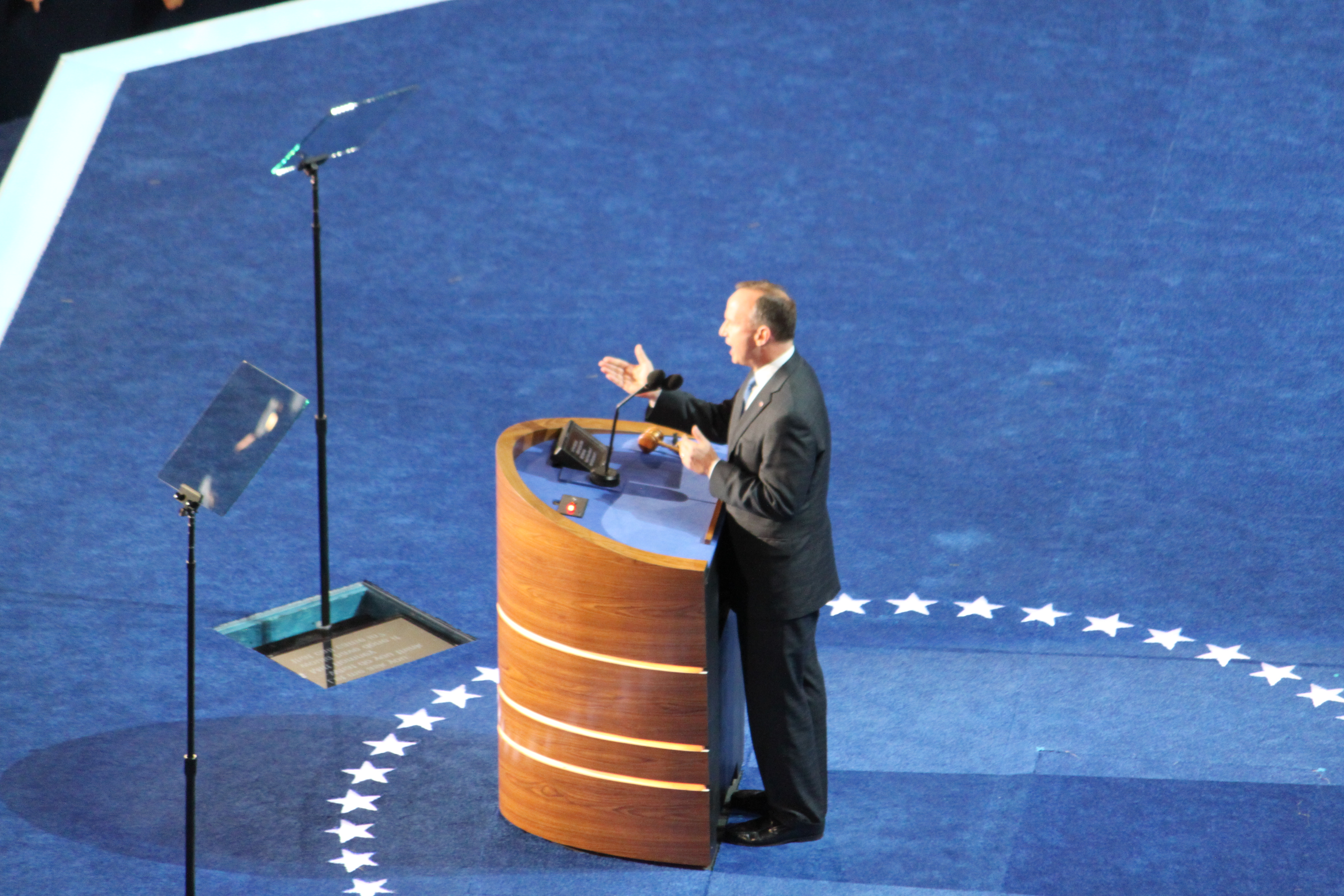
Een telepromptersysteem met spiegelschermen aan weerszijden van een katheder en het beeldscherm in de vloer verwerkt. Deze opstelling wordt ook wel congres-set, presidentiële set of Obama-set genoemd, naar de president die er veel gebruik van maakte.

In een eenvoudige uitvoering bestaat de teleprompter uit een televisiescherm dat boven of onder de camera is gemonteerd. Nadeel daarvan is dat de presentator iets te hoog of te laag kijkt. Een fraaiere uitvoering bestaat uit een halfdoorlatende spiegel die voor een televisiecamera in een hoek van 45° is gemonteerd. De presentator of nieuwslezer kan door de spiegel in de camera kijken en via de spiegel naar het televisiescherm (met de tekst in spiegelbeeld) dat verticaal (loodrecht) op de camerahoek is gemonteerd. De camera zelf registreert de geprojecteerde tekst niet. Er zijn ook varianten met twee spiegels, die gebruik maken van twee "halfhoge" schermen zodat het apparaat minder horizontale ruimte vóór de camera in neemt (en de tekst ook een kleinere hoekafwijking heeft). Er is ook een cameraloze variant die gebruikmaakt van één of twee lijstloze spiegels, zonder camera er direct achter en die voor het publiek hoogstens op glazen platen lijken. Het scherm dat de tekst weergeeft is buiten het zicht – bijvoorbeeld in de vloer of achter een desk of katheder – gemonteerd. Eventueel aanwezige camera's staan vrij opgesteld.
Inmiddels zijn er ook (draadloze en/of WiFi) teleprompters ontwikkeld voor gebruik op steadicams of schoudercamera's.Deze kunnen worden gebruikt bij toespraken op locatie.

## Toepassingen van de teleprompter
Bij televisieprogramma's zoals het journaal en praatprogramma's worden vaak teleprompters gebruikt. Zo hoeft de presentator niet op tekstbladen of kaarten te kijken of de hele tekst uit zijn hoofd te leren. Bij veel journaals wordt nog wel gebruikgemaakt van tekstbladen, voor het geval het apparaat uitvalt. Ook kan er wel een teleprompter in de studio aanwezig zijn, terwijl de nieuwslezer juist bewust van papier voorleest en slechts af en toe naar het scherm kijkt. Het Duitse journaal Tagesschau van acht uur is hier een voorbeeld van.
Soms worden teleprompters toegepast bij toespraken en concerten. Daarbij worden respectievelijk de tekst van de toespraak en liedteksten erop weergegeven.
De teleprompter kan ook worden gebruikt ten behoeve van regie-aanwijzingen voor de presentator.
De snelheid waarmee de tekst wordt afgespeeld kan vooraf ingesteld worden, maar er zijn ook systemen waarbij de snelheid via een voetpedaal ter plekke aangepast kan worden.

## Bijverschijnselen
Het lezen van een teleprompter kan zorgen voor ongewenste visuele verschijnselen. Doordat de tekst naar boven beweegt stellen de hersenen zich in op deze beweging. Als de presentator even naar iets anders kijkt, kan het lijken of alles naar beneden beweegt. Dit effect heet autocue stare. Hetzelfde effect is bekend van computerterminals met smooth scrolling.
Staat de autocue te dicht bij de presentator, dan wordt zichtbaar dat hij zijn ogen heen en weer beweegt terwijl hij de tekst opleest. Om dat te vermijden moet de autocue - en dus ook de camera - op enkele meters afstand staan, en bovendien moet het scherm voldoende groot zijn.
Sommige van de neveneffecten kunnen gemakkelijker gecompenseerd worden doordat de computers in realtime eenvoudig aanpassingen kunnen maken, zoals schuin of met compenserend perspectief de tekst te scrollen, een plaatsaanwijzer in de tekst of de tekst in een kleiner vlak te projecteren, zodat de afstand tot de camera kleiner kan zijn.